# Club Atlético Estudiantes
O Club Atlético Estudiantes, também conhecido como Estudiantes de Buenos Aires ou como Estudiantes de Caseros, é um clube esportivo argentino localizado na cidade de Caseros, na província de Buenos Aires. Foi fundado em 15 de agosto de 1898 e ostenta as cores           preto e branco. A sede do clube fica no bairro Villa Devoto, em Buenos Aires, na Argentina.
Sua principal atividade esportiva é o futebol profissional. O clube disputa atualmente a Primera Nacional, a segunda divisão do sistema de ligas de futebol argentino, feito alcançado após terminar na 3.ª colocação na edição da Primera B de 2018–19. O clube manda seus jogos no estádio Ciudad de Caseros, do qual é proprietário, e cuja inauguração ocorreu em 11 de maio de 1963. A praça esportiva, localizada na cidade de Caseros, na província de Buenos Aires, conta com capacidade para 16 740 espectadores.

## Títulos
| CAMPEONATOS NACIONAIS | CAMPEONATOS NACIONAIS           | CAMPEONATOS NACIONAIS | CAMPEONATOS NACIONAIS | CAMPEONATOS NACIONAIS |
| Divisão               | Competição                      | Associação            | Títulos               | Temporadas            |
| --------------------- | ------------------------------- | --------------------- | --------------------- | --------------------- |
| Segunda               | Segunda División                | AFA                   | 2                     | 1906                  |
| Segunda               | Primera División B              | AFA                   | 1                     | 1977                  |
| Terceira              | Tercera División                | AFA                   | 3                     | 1903, 1904, 1942      |
| Terceira              | Segunda División                | AFA                   | 1                     | 1966                  |
| Terceira              | Primera División B              | AFA                   | 1                     | 1999–2000             |
| COPAS NACIONAIS       |                                 |                       |                       |                       |
| Divisão               | Competição                      | Associação            | Títulos               | Temporadas            |
| —                     | Copa de Competencia Jockey Club | AFA                   | 1                     | 1910                  |